# Tử cung nhân tạo
Tử cung nhân tạo hay Dạ con nhân tạo là một cơ quan sinh dục của giống cái của hầu hết các loài động vật có vú nhưng được con người chế tạo bằng sản phẩm nhân tạo.

## Lịch sử
Tháng 8 năm 2017, Tử cung nhân tạo được thử nghiệm thành công lần hai trên loài cừu.

## Đặc điểm
Tử cung nhân tạo chứa đầy nước ối để mô phỏng điều kiện trong tử cung cá thể mẹ. Một thiết bị cấp oxy bên ngoài sẽ đóng vai trò như nhau thai trao đổi oxy giúp tuần hoàn hệ thống và dẫn khí carbon dioxide

## Lợi ích
- Lợi ích cho sức khỏe: đối với phụ nữ dễ gặp rủi ro khi mang thai có thể chuyển bào thai sang tử cung nhân tạo, giúp sự phát triển của thai nhi được tiếp tục.
- Thai nhi có nguy cơ sinh non có thể được chuyển đến tử cung nhân tạo để hoàn tất chu trình phát triển thông thường.
- Cứu sống trẻ sinh thiếu tháng[3]
- Giúp phụ nữ khỏi "mang nặng đẻ đau"[3]